# María Gómez (periodista)
María Gómez García de la Banda (Madrid, Comunidad de Madrid, 16 de febrero de 1987) es una periodista, autora literaria, presentadora de televisión , de radio española. Presentó Enred@d@s de La 1 junto con Sara Escudero, colabora en Zapeando de La Sexta, en Tarde lo que tarde de Radio Nacional de España y en el morning show radiofónico Anda ya de Los 40 y colaboradora del programa Colgados del aro.

## Carrera

### Formación
María Gómez es licenciada en Publicidad y Relaciones Públicas y graduada en Planificación Estratégica y Creatividad Publicitaria, por la Universidad Pompeu Fabra de Barcelona y Licenciada en Periodismo, por la Universidad Carlos III de Madrid.

### Radio
Su carrera como periodista comienza en la Cadena SER, en Madrid, donde lleva trabajando desde 2010. Ha ejercido de productora y redactora en programas como A vivir que son dos días, Acento Robinson, El Mundo Today, Si amanece nos vamos o La vida moderna. También ha colaborado en diferentes formatos de la emisora M80 Radio, como Morning80.
En 2014 da el salto a los micrófonos de M80 Radio y copresenta el morning show 80 y la madre durante dos temporadas, junto a José Antonio Ponseti. En 2016 copresenta la hora de cultura en el programa despertador Arriba España junto a Juan Luis Cano, durante una temporada, también en M80 Radio.
Ha creado, dirigido y presentado su propio proyecto en radio: XXI Gramos. Un programa de radio documental para la Cadena SER. Además, desde 2015 colabora en la edición de verano de La Ventana, en la misma emisora.
En 2017 se incorpora al equipo de morning show Anda ya, en Los 40, como colaboradora con una sección de cine y TV.
Desde septiembre de 2020, colabora en el magazine Tarde lo que tarde, de RNE.
En 2021 vuelve a Zapeando como colaboradora y presentadora sustituta.

### Televisión
En televisión, comienza en la delegación de informativos de TV3 en Madrid, en 2011. Más tarde, en 2016, colabora en el magacín de actualidad Likes, de Movistar+ en #0, durante una temporada. Paralelamente, copresenta junto a Miki Nadal el programa de fútbol de corte humorístico 90 Minuti, en Real Madrid TV, durante dos temporadas.
Ha copresentado el programa musical A toda pantalla, junto a Darío Manrique, en Cuatro, cadena en la que también colaboró en el programa Dani & Flo.
Ha sido la voz en off conductora del programa Bienvenidos a mi hotel, en Cuatro.
Fue parte del equipo de periodistas desplazados a Rusia en el Mundial de fútbol 2018  para Mediaset España.
Durante la temporada 2018 a 2019 presentó Ese programa del que usted me habla en La 2 de TVE. En junio de 2019 se confirmó que el programa no sería renovado para una nueva temporada.
En julio de 2019, comenzó a colaborar en el magacín matinal veraniego A partir de hoy en La 1 de TVE que obtuvo continuidad para la temporada completa 2019-2020.
En noviembre de 2019 Participó interpretándose a sí misma como reportera de calle de informativos y que acabó como una de las "secuestradas" en El gran secuestro para Playz.
En septiembre de 2020 copresentó el programa La primera pregunta, junto a Lluís Guilera, en La 1 de TVE.
En noviembre de 2020 participó como invitada en el programa Cocina al punto con Peña y Tamara, de TVE.
Desde el verano de 2021 trabaja como colaboradora en el programa Zapeando, de La Sexta.
En diciembre de 2021 participa como invitada en tres programas, en la nueva temporada de Pasapalabra de Antena 3.
En enero de 2022 participó como invitada en el concurso Atrápame si puedes Celebrity, de Telemadrid.
En marzo de 2022 presentó en Movistar+ la entrega de los Premios Oscar 2022 junto a María Guerra.
Desde mayo hasta agosto de 2022 presentó en La 1 el espacio Enred@d@s junto a Sara Escudero.
Desde septiembre de 2022 presenta en RTVE Cataluña el espacio Va de verd. que en otoño de 2024 inicia su quinta temporada. 
En septiembre de 2022 participó como invitada en tres programas, en la nueva temporada de Pasapalabra de Antena 3.
En septiembre de 2022, en TCM (España) participa en el programa Cara a cara: Stephen King según María Gómez y Paco Plaza, para analizar, junto al director de cine Paco Plaza, la trayectoria de dicho autor, dentro del ciclo que esta cadena de televisión le dedicó con motivo de su 75 aniversario.
En febrero de 2023, en La 1,inicia su colaboración en el programa de humor Vamos a llevarnos bien conducido por Ana Morgade.
En marzo de 2023, en TV3 (Cataluña), participó como invitada en el programa "Zona Franca", conducido por Danae Boronat.
En marzo de 2023 presentó en Movistar+ la entrega de los Premios Oscar 2023 junto a María Guerra.Repitió esa tarea en los Premios Oscar 2024, Para la misma plataforma en septiembre de 2024 presentó un especial informativo diario, en directo, coincidiendo con el FesTVal de Vitoria. 
En abril de 2023 participa como invitada en tres programas, en la nueva temporada de Pasapalabra de Antena 3, conducido por Roberto Leal y con la participación de Eva González, Josema Yuste y Marwán.

### Otros
En marzo de 2020 presentó el libro La chica de nieve, de Javier Castillo. La presentación se realizó por Instagram y fue la primera presentación de un  libro realizada durante la cuarentena impuesta por la pandemia del coronavirus.
En octubre de 2022, en el Teatro Apolo de Madrid presentó el libro Todo arde, de Juan Gómez Jurado.

### Obra literaria
En 2021 publicó Odio en las manos, su primer libro, una novela en la que la protagonista es una joven psicóloga a la que una paciente, policía de profesión, le anuncia un crimen que pretende cometer.

## Trayectoria profesional

### Programas de televisión
| Año                   | Programa                            | Canal              | Notas                              |
| --------------------- | ----------------------------------- | ------------------ | ---------------------------------- |
| 2011 – 2013           | El Mundo Today                      | El Mundo Today     | Productora                         |
| 2016 – 2017           | 90 minuti                           | Real Madrid TV     | Copresentadora                     |
| 2016; 2021 – presente | Zapeando                            | La Sexta           | Colaboradora                       |
| 2016 – 2017           | Likes                               | #0                 | Colaboradora                       |
| 2017                  | A toda pantalla                     | Cuatro             | Presentadora                       |
| 2017 – 2018           | Dani & Flo                          | Cuatro             | Colaboradora                       |
| 2018                  | Copa Mundial de Fútbol 2018         | Telecinco y Cuatro | Reportera                          |
| 2018 – 2019           | Bienvenidos a mi hotel              | Cuatro             | Narradora                          |
| 2018 – 2019           | Ese programa del que usted me habla | La 2               | Presentadora                       |
| 2019 – 2020           | A partir de hoy                     | La 1               | Colaboradora                       |
| 2019                  | El gran secuestro                   | Playz              | Reportera                          |
| 2020                  | La pr1mera pregunta                 | La 1               | Presentadora                       |
| 2020                  | Cocina al punto con Peña y Tamara   | La 1               | Invitada                           |
| 2021                  | Colgados del aro                    | YouTube            | Colaboradora                       |
| 2021; 2023            | Zapeando                            | La Sexta           | Presentadora sustituta             |
| 2021 – 2023           | Pasapalabra                         | Antena 3           | Invitada                           |
| 2022 – presente       | La noche de los Oscar               | #0                 | Presentadora                       |
| 2022 – presente       | Va de verd                          | RTVE Cataluña      | Presentadora                       |
| 2022                  | Atrápame si puedes Celebrity        | Telemadrid         | Invitada                           |
| 2022                  | Enred@d@s                           | La 1               | Presentadora junto a Sara Escudero |
| 2022                  | Cara a cara                         | TCM                | Copartícipe                        |
| 2023 – 2024           | Vamos a llevarnos bien              | La 1               | Participante                       |
| 2023                  | Zona Franca                         | TV3                | Invitada                           |
| 2024                  | Tu cara me suena                    | Antena 3           | Invitada                           |

### Radio
| Año           | Programa                 | Cadena         | Notas          |
| ------------- | ------------------------ | -------------- | -------------- |
| 2011          | Morning 80               | M80 Radio      | Redactora      |
| 2011          | Si amanece nos vamos     | Cadena SER     | Redactora      |
| 2010-2014     | A vivir que son dos días | Cadena SER     | Redactora      |
| 2013-2014     | Acento Robinson          | Cadena SER     | Redactora      |
| 2014-2016     | La vida moderna          | Cadena SER     | Colaboradora   |
| 2014-2016     | 80 y la madre            | M80 Radio      | Copresentadora |
| 2016-2018     | La ventana               | Cadena SER     | Colaboradora   |
| 2016-2017     | Arriba España            | M80 Radio      | Copresentadora |
| 2016-2017     | XXI gramos               | Cadena SER     | Locutora       |
| 2017-presente | Anda ya                  | Los 40         | Colaboradora   |
| 2020-presente | Tarde lo que tarde       | Radio Nacional | Colaboradora   |

## Reconocimientos
En 2017 la revista Forbes España la incluyó en su lista 30 under 30 de profesionales jóvenes más influyentes de España, siendo además la presentadora de la gala.